# Manuel González Simancas
Manuel González Simancas (Córdoba, 1855-Madrid, 1942) fue un militar, arqueólogo, escritor y dibujante español.

## Biografía

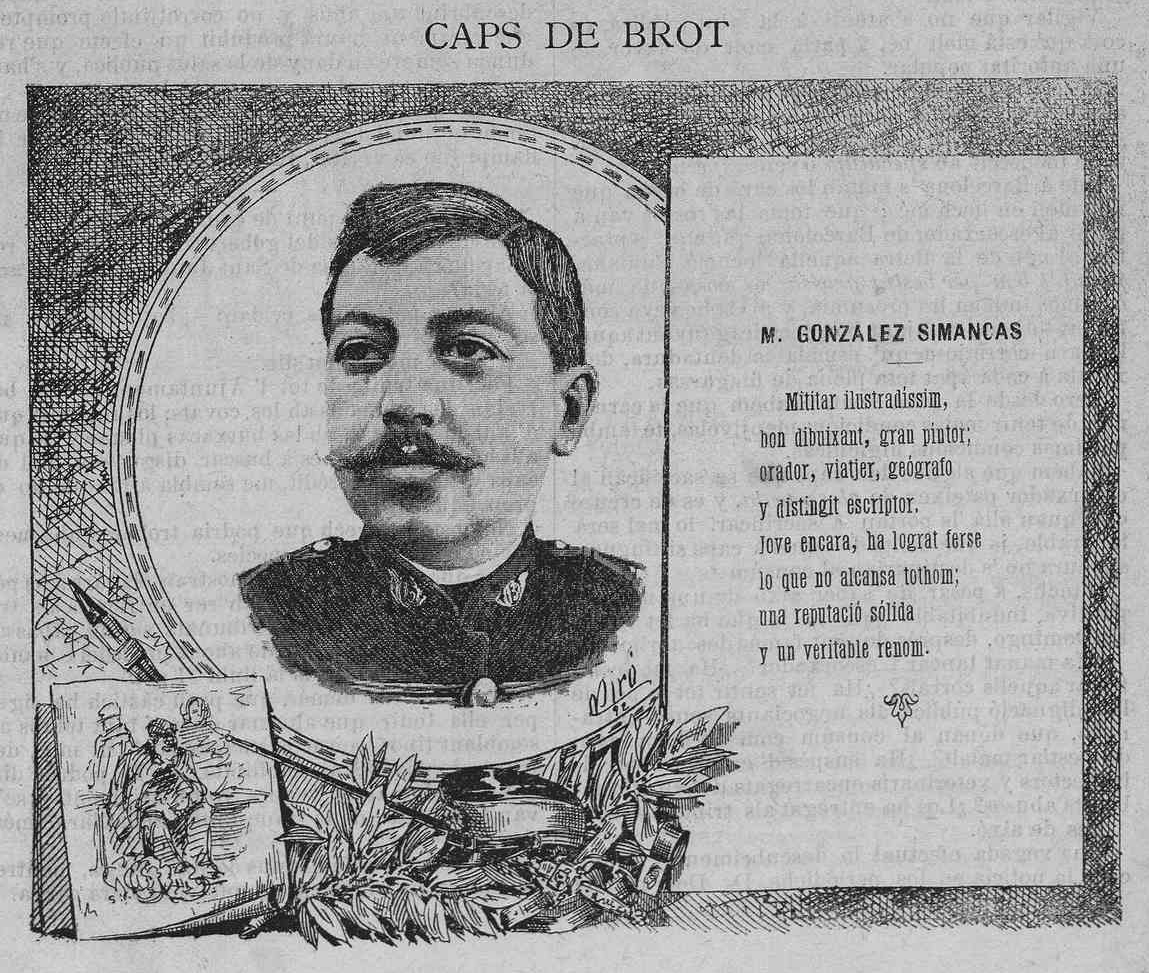
González Simancas en la sección «Caps de brot» de la revista catalana La Esquella de la Torratxa (1892)

Nacido el 11 de septiembre de 1855 en la ciudad andaluza de Córdoba. Estuvo un tiempo destinado en Cuba, donde realizó trabajos cartográficos.
Fue autor de las partes del Catálogo monumental de España correspondientes a las provincias de Murcia y Alicante, además de escribir una guía de monumentos de la ciudad de Toledo con ilustraciones realizadas por él mismo, entre otras publicaciones. Falleció el 12 de octubre de 1942 en Madrid.